# Un matrimonio ideale
Un matrimonio ideale (The Perfect Marriage) è un film statunitense del 1947 diretto da Lewis Allen.
Il film è basato sull'omonima opera teatrale di Samson Raphaelson.